# Aulacodes argentimaculalis
Aulacodes argentimaculalis là một loài bướm đêm trong họ Crambidae.